# إرنستو فونسيكا كاريلو
إرنستو فونسيكا كاريلو (بالإسبانية: Ernesto Fonseca Carrillo)‏ يشار إليه عادةً باسمه المستعار دون نيتو بارون مخدرات مكسيكي تزعم كارتل غوادالاخارا في خاليسكو إلى جانب ميغيل أنخيل فيليكس غالاردو ورافائيل كارو كوينتيرو كان متورطًا في تهريب المخدرات منذ أوائل سبعينيات القرن العشرين في الإكوادور بشكل أساسي ثم نقل عملياته إلى المكسيك، فونسيكا هو عم أمادو كاريلو فوينتيس زعيم كارتل خواريز السابق

## حياته
ولد إرنستو فونسيكا كاريلو في سانتياغو دي لوس كاباليروس، بمقاطعة باديراغواتو، في سينالوا، بالمكسيك ولا توافق المصادر على تاريخ ميلاده بالضبط وفقا لإدارة مكافحة المخدرات ولد في عام 1942 وتقول مصادر أخرى إنه ولد في 1 أغسطس 1930.

## محاكمته
اتهمته إدارة مكافحة المخدرات الأمريكية في عام 1982 في عملية غسل أموال في سان دييغو، فر بعدها إلى منطقة سياحية في المكسيك في 7 أبريل من عام 1985، بقي بعيد عن الانظار في بويرتو فالارتا حتى اكتشاف مكان إقامته فتم إلقاء القبض عليه، وقد تم ربط فونسيكا في وقت لاحق بالأحداث المحيطة بمقتل عميل إدارة مكافحة المخدرات كيكي كامارينا الذي تم اختطافه وتعذيبه من قبل كارتل غوادالاخارا واعترف بالمشاركة فيه لكنه لم يعترف بقتل كامارينا وصرح بأنه غاضب من تعرض العميل للضرب، أُدين بعدها فونسيكا بالقتل على يد القضاء المكسيكي وحُكم عليه بالسجن 40 عامًا.

## الإقامة الجبرية
نُقل فونسيكا من السجن إلى الإقامة الجبرية في يوليو/تموز 2016، بسبب كبر سنه وتدهور حالته الصحية، مع بقاء حوالي تسع سنوات لم يكملها من مدة سجنه.

## إعلامياً
- تم ادراج شخصية فونسيكا-كاريلو في مسلسل ناركوس: مكسيكو من إنتاج نتفليكس.